# Владимир Павићевић
Владимир Павићевић (Котор, 4. јануар 1978) српски је политиколог и политичар. Оснивач и копредседник Платформе за Србију.

## Стручна делатност
Дипломирао је 2001. године на Одељењу за међународне односе Факултета политичких наука у Београду, одбраном дипломског рада "Грађанска непослушност у савременој политичкој теорији", под менторством проф. др Илије Вујачића. Мастер студије је завршио 2003. године на Универзитету у Бону, одбраном рада „Велики компромис: искуства из процеса конституисања Сједињених Америчких Држава и Европе“. Докторирао је 2011. године на ФПН у Београду, одбраном докторске дисертације „Концепт сагласности у политичкој теорији Џона Пламенца“, под менторством проф. др Илије Вујачића. Био је асистент, а потом и доцент на Факултету политичких наука у Београду. Члан је Управног одбора и академски саветник у Београдској отвореној школи.

## Политичка делатност
У априлу 2013. године, на Оснивачкој конференцији, изабран за потпредседника Нове странке (НОВА), а октобра 2013. године на предлог председника странке Зорана Живковића, изабран и за заменика председника НОВЕ. Од 2014. до 2016. године, био је народни посланик у Народној скупштини Републике Србије.
Након повратка у Црну Гору, укључио се у рад политичке странке "Црногорска", а почетком 2018. године, изабран је за њеног председника. Члан је Управног одбора Фондације "др Зоран Ђинђић" од децембра 2019. године. Изјашњава се као Србин. У Црној Гори се залагао за афирмацију уставног патриотизма и развлашћивање Демократске партије социјалиста (ДПС) и Мила Ђукановића. На седници Владе Црне Горе маја 2022. године именован је за саветника потпредседника Владе Владимира Јоковић, једног од политичких лидера српског народа у Црној Гори.
У јануару 2025. године своју стручну и политичку делатност наставља у Србији кроз формирање Платформе за Србију.